# Alexander Mohr

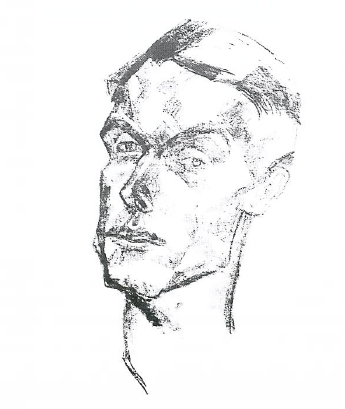
Alexander Mohr: Selbstporträt, Lithographie (um 1920) (Stadtmuseum Simeonstift Trier)

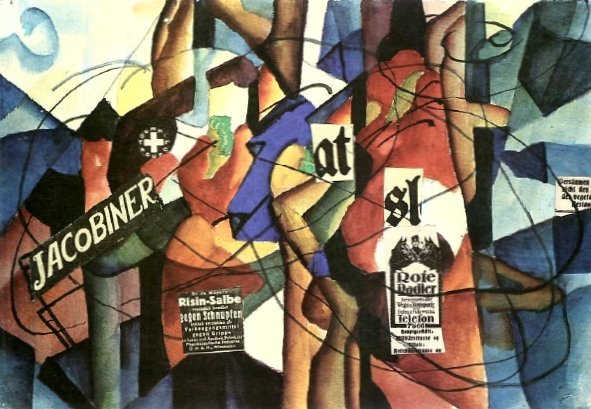
Alexander Mohr „Ohne Titel“ (Jacobiner), Collage (Stadtmuseum Simeonstift Trier)

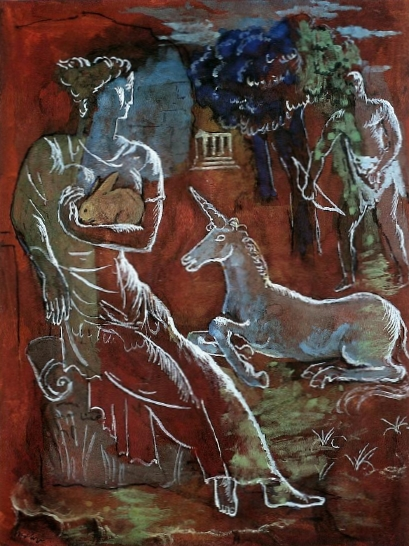
Alexander Mohr: La Licorne, Gouache (Stadtmuseum Simeonstift Trier)

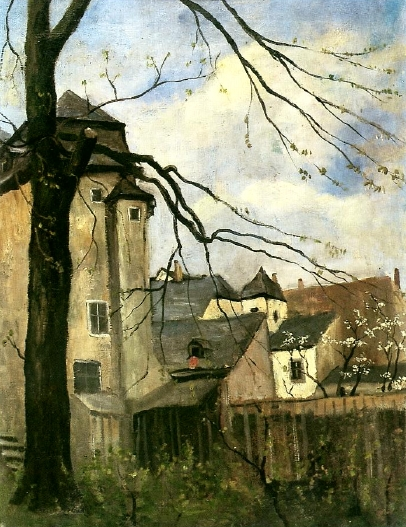
Alexander Mohr: Trierer Garten, Ölgemälde (Stadtmuseum Simeonstift Trier)

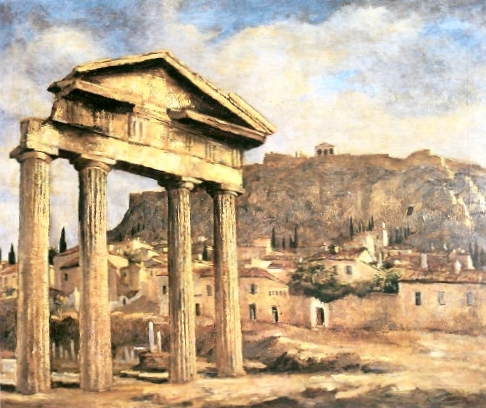
Alexander Mohr: Römische Agora, Ölgemälde (Privatbesitz)

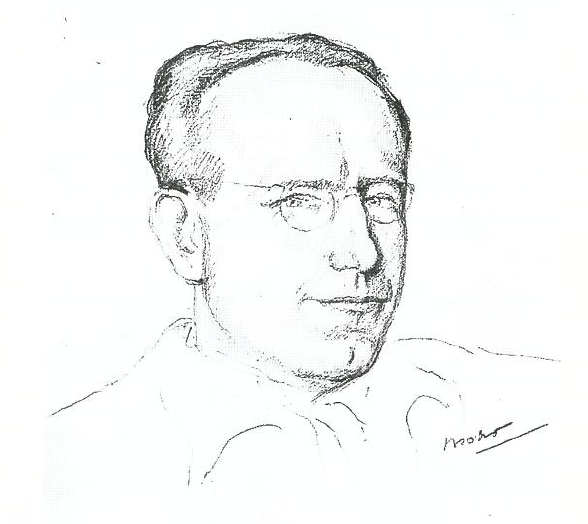
Alexander Mohr: Porträt Joseph Breitbach, Zeichnung (Stadtmuseum Simeonstift Trier)

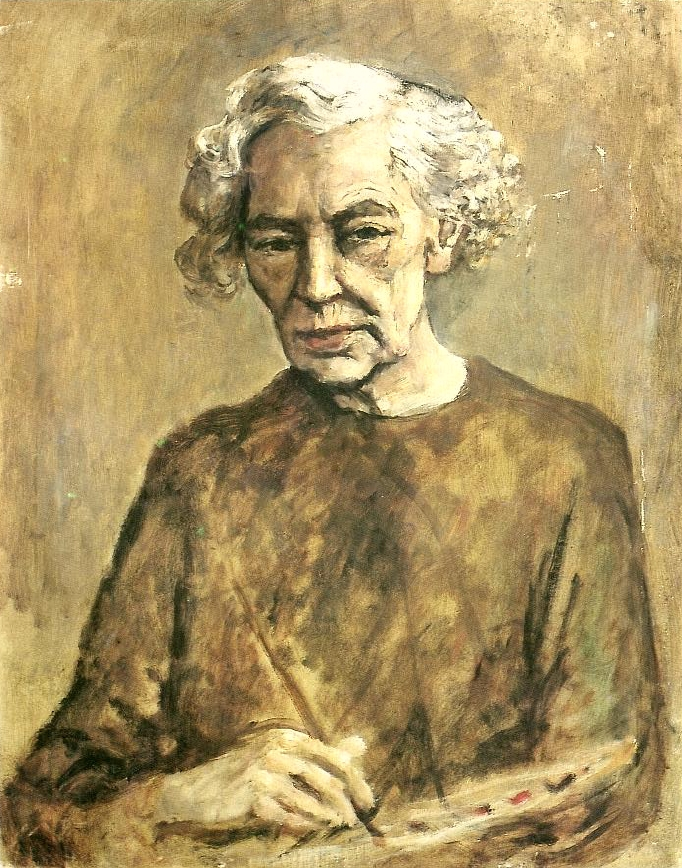
Alexander Mohr: Porträt einer englischen Malerin, Ölgemälde (Stadtmuseum Simeonstift)

Alexander Mohr (* 4. Juli 1892 in Frankenberg/Eder; † 8. Februar 1974 in Athen) war ein deutscher Maler mit Wahlheimat Griechenland.

## Herkunft und Ausbildung
Alexander Mohr stammte aus einer großbürgerlichen Trierer Familie und gab meist auch Trier als seinen Geburtsort an. In Wahrheit wurde er in Frankenberg/Eder geboren, als Folge einer Versetzung seines nach aktiver Militärzeit (Rittmeister a. D.) im Forstdienst tätigen Vaters Anton Mohr. Dienstliche Gründe führten auch dazu, dass dieser ab 1893 mit seiner Ehefrau Marie von Beulwitz und den insgesamt drei Kindern in der Kgl. Oberförsterei in Koblenz ansässig wurde. Erst mit der Pensionierung im Jahre 1922 kehrte die Familie in ihr Barockanwesen in Trier, das sog. Haus Helfenstein am Stockplatz, zurück.
Bereits während seiner Schulzeit erhielt Alexander Mohr intensiven Mal- und Zeichenunterricht durch den Maler und Kunsterzieher William Straube, Schüler der Académie Matisse in Paris und Vertreter des Rheinischen Expressionismus. Doch nach dem Abitur 1911 schlug Alexander Mohr, dem Familienkomment folgend, die Laufbahn eines Kavallerieoffiziers ein. Während des Ersten Weltkrieges an verschiedenen Fronten eingesetzt, konnte er erst nach dessen Ende, als das deutsche Heer und mit ihm die Zahl der Offiziere drastisch reduziert wurden, einen künstlerischen Beruf ergreifen. Auf Vermittlung von William Straube erhielt Mohr ab 1919 „für längere Zeit“ Privatunterricht bei dem Maler, Farbtheoretiker und langjährigen Kunstakademielehrer Adolf Hölzel in Stuttgart. Es blieb das letzte Lehrer-Schüler-Verhältnis, das Mohr einging.

## Künstlerischer Werdegang
In der Folgezeit bildete er sich autodidaktisch weiter, vor allem in engem Kontakt zu progressiven Künstlergruppen, wie den Vereinigungen Das Junge Rheinland in Düsseldorf oder die Novembergruppe in Berlin, die ihn zu bedeutenden expressionistischen Arbeiten anregten. Im Mai 1922 nahm er am ersten Kongress der Union Internationaler Fortschrittlicher Künstler in Düsseldorf teil und war zugleich auf der begleitenden, vom Kunsthändler Alfred Flechtheim maßgeblich unterstützten „I. Internationalen Kunstausstellung“ mit der Angabe „Alexander Mohr, Berlin, Novembergruppe“ vertreten. In Koblenz gehörte er zum Kreis der 1922 gegründeten Künstlergemeinschaft „Das Boot“. In seinem dortigen ersten Atelier lernte er durch einen Porträtauftrag auch den deutsch-französischen Schriftsteller Joseph Breitbach kennen, mit dem ihn ab 1920 eine lebenslange Freundschaft mit umfangreicher Korrespondenz verband (Abb.: Porträt Joseph Breitbach, Kohlestiftzeichnung, undatiert). Literarische Einflüsse spielten bei Mohr eine wichtige Rolle.
Mit dem Umzug seiner Familie 1922 richtete Mohr in Trier sein Atelier ein und wurde auch Mitglied der 1930 gegründeten Gesellschaft „Bildende Künstler und Kunstfreunde im Bezirk Trier e. V.“ Bereits ab 1924 hatte er jedoch mit jährlich mehrmonatigen Studienaufenthalten in Paris begonnen. Dort ebneten ihm der Kunsthändler Wilhelm Uhde und der Freund Joseph Breitbach Zugang zur Avantgarde in Malerei und Literatur, u. a. zu dem Schriftsteller und Maler Max Jacob, zu Jean Schlumberger, Julien Green und anderen Autoren der progressiven Nouvelle Revue Française – NRF. Auch ausgedehnte Reisen nach Ungarn, Spanien, Italien, in die Schweiz und nach Griechenland füllten die nachfolgenden Jahre. 1932 heiratete Mohr die 18 Jahre jüngere Deutsch-Griechin Elsa Kahn aus dem Umfeld der deutsch-jüdischen AEG-Gründerfamilien Emil Rathenau und Felix Deutsch und wurde mit ihr in Athen ansässig.
Allerdings kehrte er in jedem Jahr zu Arbeitsaufenthalten von mehreren Monaten Dauer nach Deutschland und Frankreich zurück und schuf parallel zahlreiche Landschaftsgemälde mit Ansichten aus Griechenland und seinen Reiseländern. Von 1941 bis 1949 musste er dieses mobile Malerleben wegen des Zweiten Weltkriegs und des anschließenden griechischen Bürgerkriegs unterbrechen, er saß in Athen fest. Dennoch gelang es ihm, seine Arbeiten in zahlreichen Ausstellungen im NS-regierten Deutschland zu zeigen. Von 1950 bis 1953 hielt sich Mohr teils in Paris in einem von der Familie Schlumberger zur Verfügung gestellten Atelier, teils am Wohnsitz seines Bruders Adrian Mohr in Merzig/Saar auf. Danach nahm er den gewohnten Reiserhythmus, die Aufteilung des Jahres zwischen Athen im Winter und Westeuropa im Sommer, wieder auf und behielt ihn bis zu seinem Lebensende bei.

## Werke
Das Stadtmuseum Simeonstift Trier besitzt einen umfangreichen Bestand an Werken Alexander Mohrs, der sich überwiegend den Schenkungen der Erbin und Nachlassverwalterin Marianna Monaco geb. von Peschke verdankt. Zahlreiche Arbeiten befinden sich noch in Privatbesitz in den USA, in Deutschland und Griechenland. Einen umfangreichen Überblick über das Lebenswerk bietet die Monografie „Alexander Mohr – der Maler mit den Flügelschuhen“ (siehe Literaturverzeichnis). Ein komplettes Werkverzeichnis ist nicht erstellt.

## Expressionistische Phase
Aus Mohrs Frühwerk ragen die Illustrationen zu dem Künstlerbuch „Der ekstatische Fluß – Rheinklänge ohne Romantik“ des heute vergessenen Düsseldorfer Schriftstellers Carl Maria Weber (1890–1953) heraus, das 1919 in Düsseldorf erschien. Von Mohr stammten die Einbandlithografie, das Porträt des „politischen Dichters“ Weber, und drei dynamische Landschaftsdarstellungen, die dessen bittere Verse begleiteten. Mohr formte diese auch als Einzelblätter verlegte Serie in einer sehr eigenständigen Verschmelzung des deutschen Expressionismus mit Anklängen an den französischen Kubismus und italienischen Futurismus. Sie zeichnete auch sein Selbstporträt und weitere, teils in leuchtenden Farben angelegte „Rheinlandschaften“ aus.

## Collagen und Mythen
Während seiner Studienaufenthalte in Paris schuf Mohr eine umfangreiche Serie von Collagen. Berühmten Vorbildern wie Georges Braque folgend, klebte er Anzeigentexte, Buntpapiere oder andere Fundstücke in kubistisch zerlegte Gouache-Farbflächen oder in großformatige Zeichnungen ein – mit surrealistischem Vergnügen an der entstehenden Mehrdeutigkeit (Abbildung: Collage (ohne Titel), um 1925/30).
In den insgesamt vier Einzelausstellungen, die Mohr 1927, 1929, 1930 und 1939 in Paris realisieren konnte, zeigte er jedoch ausschließlich gegenständliche Malerei jenseits kubistischer Einflüsse: Momentaufnahmen aus dem Pariser Alltag, Reiseimpressionen und vor allem mythologische Darstellungen, mit denen er sich der „Wiedererweckung der Antike mit modernen malerischen Mitteln“ zuwandte, die ihn lebenslang beschäftigte (Abb.: La Licorne (Einhorn), Gouache, um 1925). Hierher gehörten auch seine mehrfach ausgeführten goldgehöhten Gouachen zu dem 1930 in Paris verlegten Luxusdruck eines Hirtengedichts von Vergil, die zeitgleich mit den Radierungen des Malers Pablo Picasso zu den Metamorphosen des Ovid entstanden. In seinem Spätwerk ab der Mitte der 1950er Jahre griff Mohr dann zur „Modernisierung“ seiner antiken Heroen auf kubistische Stilmittel zurück und vereinigte die verschiedenen Erzählstufen einer Sage in nur einem Bild.

## Landschaften
Mohrs frühe Landschaftsdarstellungen lassen sich mit ihrer ruhigen, großflächig gliedernden Malweise und ihrer Verachtung des „interessanten Motivs“ generell dem Begriff des Expressiven Realismus zuordnen. Eine besondere Stärke des Malers lag jedoch in der Anwendung dieser Spröde auf Ansichten aus seiner Wahlheimat Griechenland, die zu seinem Markenzeichen wurden. Aus der Rückschau formen sich die Titellisten seiner Ausstellungskataloge zu einem großen Panorama Griechenlands, von Athen (Abb.: Römische Agora, Ölgemälde, 1931) und seinen Umgebungen über die Peloponnes bis nach Kreta und anderen Inseln in der Ägäis. Schon bald galt er als moderner Nachfolger vom Range eines Carl Rottmann, nun mit zeitgenössisch unsentimentalem Blick statt mythischer Heroisierung. Nach dem Zweiten Weltkrieg verlegte sich Mohr bei seiner Landschafts- und Architekturmalerei auf einen starkfarbigen Spätimpressionismus, der bei einer konservativen Klientel in Westeuropa und Griechenland gut ankam. Im zeitgenössisch-progressiven Kunstbetrieb, in dem Abstraktion angesagt war, hatte er mit seiner gegenständlichen Malerei jedoch wenig Chancen.

## Porträts
In seiner mehr als ein halbes Jahrhundert währenden Künstlerlaufbahn schuf Mohr eine Fülle von Bildnissen, die in der Mehrzahl seinem Broterwerb dienten. Er war ein gesuchter Porträtist mit internationalen Aufträgen, allerdings auch mit erheblichen Qualitätsunterschieden. Am bekanntesten wurden seine Literatenporträts, mit denen er sich u. a. seinem Freund Joseph Breitbach, dem surrealistischen Lyriker Max Jacob, dem Mitbegründer der NRF Jean Schlumberger oder den Schriftstellern Julien Green und Ernst Jünger widmete. Bemerkenswert auch sein Erfassen der Psyche einer englischen Malerin unbekannten Namens (Abb.: Halbporträt, Ölgemälde, um 1955/56), während bei zahlreichen anderen Porträtaufträgen professionelle Malerei die Bindungslosigkeit überdecken sollte. Ebenfalls nur in Ausnahmefällen überzeugend waren die jungen Griechinnen, die Mohr – mit oder ohne Porträtähnlichkeit – über Jahrzehnte in ganzen Serien gestaltete, meist noch mit „sprechenden Attributen“ versehen.

## Ausstellungen
- 1919 Köln. „Gesellschaft der Künste in Köln“, in den Räumen des Kölnischen Kunstvereins, November
- 1922 Düsseldorf. „Erste Internationale Kunstausstellung Düsseldorf 1922“, im Hause Leonhard Tietz AG, 28. Mai bis 3. Juli
- 1922 Berlin. Galerie Alfred Flechtheim, Lützowufer 13
- 1924 Trier. Weihnachtsausstellung der „Künstlergilde“ im Haus Venedig, Dezember
- 1927 Paris. Galerie Zwoborowski, 26, rue de Seine, Einzelausstellung, 7. bis 22. Januar
- 1927 Trier. Trierer Künstler in der Handwerker- und Kunstgewerbeschule am Paulusplatz, April
- 1928 Essen. Folkwang-Museum, Januar
- 1928 Düsseldorf. „Deutsche Kunst Düsseldorf 1928“, Kunstpalast, Mai bis Oktober
- 1929 Paris. Galerie aux Quatre Chemins, 18, rue Godot-Mauroy, Einzelausstellung, 16. bis 30. November
- 1930 Paris. Galerie Kleinmann & Cie, 4, rue de Seine, Einzelausstellung, 31. Oktober bis 14. November
- 1930 Trier. Bildende Künstler und Kunstfreunde im Bezirk Trier, „Kunstausstellung im Casino“ am Kornmarkt, 30. November bis 14. Dezember
- 1931 Trier. Bildende Künstler und Kunstfreunde im Bezirk Trier, „Jahresausstellung im Casino“ am Kornmarkt, 6. bis 20. Dezember
- 1931 Athen. Galerie Parnassos, Place Agiou Georgiou Karitzi, Einzelausstellung, 20. Dezember 1931 bis 4. Januar 1932
- 1932 Luxemburg. Galerie Menn, Avenue de la Liberté 7, Einzelausstellung, 16. April bis 4. Mai
- 1932 Trier. Bildende Künstler und Kunstfreunde im Bezirk Trier, Frühjahrsausstellung, Bischof-Korum-Haus, 18. bis 20. Juni und „Weihnachts-Kunstausstellung im Casino“ am Kornmarkt, Dezember
- 1932 Athen. Galerie Studio, Place Agiou Georgiou Karitzi 18, Einzelausstellung, 18. Dezember 1932 bis 18. Januar 1933
- 1933 Köln. „Kölnischer Kunstverein“, Friesenplatz 27, Einzelausstellung, 1. bis 26. Dezember
- 1934 Stuttgart. „Württembergischer Kunstverein“, Kunstgebäude Schlossplatz, Einzelausstellung, 6. Januar bis 4. Februar
- 1934 Athen. Galerie D’Art „Geo“, 13, rue des Philellenes, Einzelausstellung, 19. November bis 15. Dezember
- 1935 Köln. „Kölnischer Kunstverein“, Friesenplatz 27, Einzelausstellung, September
- 1935 Saarbrücken. Staatliches Museum am Ludwigsplatz, Einzelausstellung, 20. Oktober bis 20. November
- 1936 Trier. Meisterschule des deutschen Handwerks am Paulusplatz, August/September
- 1938 Athen. Galerie Stratigopoulos, rue de Stade 26, Einzelausstellung, 2. bis 19. Februar
- 1939 Paris. Galerie Poyet, 53, rue La Boëtie, Einzelausstellung, 17. März bis 5. April
- 1939 Trier. Palastmuseum am Konstantinplatz, „Malerei-Graphik-Plastik – die Westmark in der Kunst“, veranstaltet von der NSG „Kraft durch Freude“, 15. November bis 16. Dezember
- 1941 Berlin. Schloss Schönhausen, „Kunstausstellung Moselland“, veranstaltet vom Kulturverband Gau Moselland in Verbindung mit dem Kunstdienst Berlin, 28. September bis 26. Oktober
- 1941 Trier. Palastmuseum am Konstantinplatz, „Weihnachtsausstellung Trierer Künstler“, Dezember
- 1942 Posen. Kaiser-Friedrich-Museum, 2. Station der „Kunstausstellung Moselland“, 21. März bis 19. April
- 1942 Breslau. Schloss-Museum, 3. Station der „Kunstausstellung Moselland“, 21. Juni bis 19. Juli
- 1942 Trier. Palastmuseum am Konstantinplatz, Vorstellung der Neuerwerbungen „von der lebenden Künstlerschaft“, Juli
- 1942 Luxemburg. Kunsthaus Luxemburg, „Ausstellung Moselländischer Künstler“, Dezember
- 1943 Luxemburg. Kunsthaus Luxemburg, „II. Herbstausstellung Moselländischer Künstler“, 17. Oktober bis 19. Dezember
- 1944 Trier. Palastmuseum am Konstantinplatz, Ausstellung heimischer Künstler, veranstaltet von der Stadt und dem Kunstkreis Trier, Frühjahr
- 1944 Luxemburg. Kunsthaus Luxemburg, „1. Frühjahrsausstellung Moselländischer Künstler“, März
- 1946 Trier. „Kulturwochen der Stadt Trier – Kunstausstellung in der Meisterschule am Paulusplatz“, 22. September bis 12. Oktober
- 1947 Trier. Werkschule am Paulusplatz, „Weihnachtsausstellung Trierer Künstler“, Dezember
- 1950 Mettlach. „Im ehemaligen Abteigebäude Mettlach“, Einzelausstellung, „Veranstalter K. F. v. Schönberg“, 7. bis 21. Mai
- 1954 Saarlouis. Französisches Konsulat, Einzelausstellung, Juli/August
- 1958 Athen. Goethe-Institut, Franklin-Roosevelt-Straße 34 (Akademiestraße), Einzelausstellung, 27. März bis 9. April
- 1958 Saarbrücken. Die Galerie van Hees, Kaiserstraße 28a, Einzelausstellung, 23. Oktober bis 7. November
- 1961 Burbach-Würgendorf. Heimhoftheater, Kulturkreis Wasserscheide (Kreis Siegerland), Einzelausstellung, 11. bis 23. November
- 1961 Koblenz, Kurfürstliches Schloss, Einzelausstellung, 10. bis 23. Dezember
- 1962 Marseille. Centre d’Etudes Allemandes (Goethe-Institut), 67 rue Breteuil, Einzelausstellung, 5. bis 17. Februar
- 1962 Bonn. Bücherstube des Deutschen Bücherbundes, Münsterplatz 2, Einzelausstellung, 9. bis 29. März
- 1962 Krefeld. Kunstkabinett der Buchhandlung Carl Uhrig, Hochstraße, Einzelausstellung, April
- 1962 Bad Nauheim. Ausstellungsraum des Kurtheaters, Gemeinschaftsausstellung mit Georg Alexander Mathéy im Rahmen der „Deutsch-Griechischen Kulturtage“, Mai
- 1962 Gießen. Universitätsbibliothek, Einzelausstellung, veranstaltet vom Magistrat der Stadt und der Deutsch-Griechischen Gesellschaft, 23. Juni bis 11. Juli
- 1962 Wetzlar. Ausstellungssaal des Amtes für Volksbildung, Karl-Kellner-Ring, Einzelausstellung, Juli/August
- 1962 Bad Ems. Staatliches Kursaalgebäude, Einzelausstellung, 1. bis 14. September
- 1962 Koblenz. Kurfürstliches Schloss, „form + farbe 1962“, Kunstausstellung der Arbeitsgemeinschaft bildender Künstler am Mittelrhein, 22. September bis 22. Oktober
- 1962 Frankfurt a. M. Dornbuschhaus, Eschersheimer Landstraße 248, Einzelausstellung in Verbindung mit der Deutsch-Griechischen Gesellschaft, 3. bis 22. November
- 1964 Düsseldorf. „Künstler-Verein Malkasten“, Jacobistraße 6, Einzelausstellung, 17. März bis 8. April
- 1966 Ploërmel. La Galerie les Marmousets, 7, rue Beaumanoir, Einzelausstellung, 3. bis 31. Dezember
- 1976 Trier. Städtisches Museum Simeonstift, „Alexander Mohr und Max Steinleitner“, 12. März bis 19. April
- 1977 Merzig. Schloss Hilbringen, Einzelausstellung, 18. bis 22. Februar
- 1983 Koblenz. Stadtbibliothek, Ausstellung zur Erinnerung an Joseph Breitbach, u. a. mit Werken von Alexander Mohr, 20. September bis 30. November
- 1993 Bonn. August-Macke-Haus, „Unbekannte Druckgraphik des rheinischen Expressionismus aus der Sammlung des Museums Schloß Moyland“, 28. Februar bis 2. Mai
- 1996 Trier. Städtisches Museum Simeonstift, « Alexander Mohr – Der Maler mit den Flügelschuhen », Retrospektive, 16. Dezember 1996 bis 31. März 1997
- 1997 Koblenz. Mittelrhein-Museum, 2. Station der Retrospektive, 30. April bis 1. Juni
- 1999 Newport-Beach, California. Gedächtnisausstellung zum 25. Todesjahr von Alexander Mohr, veranstaltet von „The Pacific Art Foundation – The Pacific Club“, 4110 Mac Arthur Blvd., 15. November 1999 bis 15. Mai 2000